# Лоренц Антони
Лоренц Антони (алб. Lorenc Antoni; Скопље, 23. септембар 1909 — Приштина, 21. октобар 1991) био је албански композитор, диригент и етномузиколог.

## Биографија
Рођен је 23. септембра 1909. године у Скопљу, које се тада налазило у оквиру Османског царства. Одрастао је као католик у албанској католичкој заједници у Скопљу и рођак је Агнесе Гонџе Бојанџи (Мајка Тереза). Од детињства је био активан у разним музичким саставима Албанаца. Музику је студирао приватно у Скопљу и Београду. По завршетку школовања на Филозофском факултету у Скопљу, преселио се у Урошевац.
Године 1941. почео је да предаје музику у Урошевцу, Призрену и Приштини. Године 1948. у је Призрену основао једну од музичких школа Јосип Славенски бивше Југославије за почетнике и средње музичке извођаче. Водио је и дириговао хором школе. Дириговао је и уметницима културног друштва „Агими” и Симфонијским оркестром града Призрена. Током проучавања фолклора, написао је седмотомно дело о албанској народној музици са Косова и Метохије, из Македоније, Црне Горе и Јужне Мораве. Компоновао је и око 200 музичких композиција, углавном вокалних. Умро је 21. октобра 1991. године у Приштини.